# ويليام كير (سياسي)
ويليام كير (بالإنجليزية: William Kerr)‏ هو سياسي أمريكي، ولد في 15 نوفمبر 1809 في الولايات المتحدة، وتوفي في 11 أغسطس 1853. انتخب عمدة بيتسبرغ (16 يناير 1846 – 15 يناير 1847).